# St. Michael und Konstantin (Vilnius)

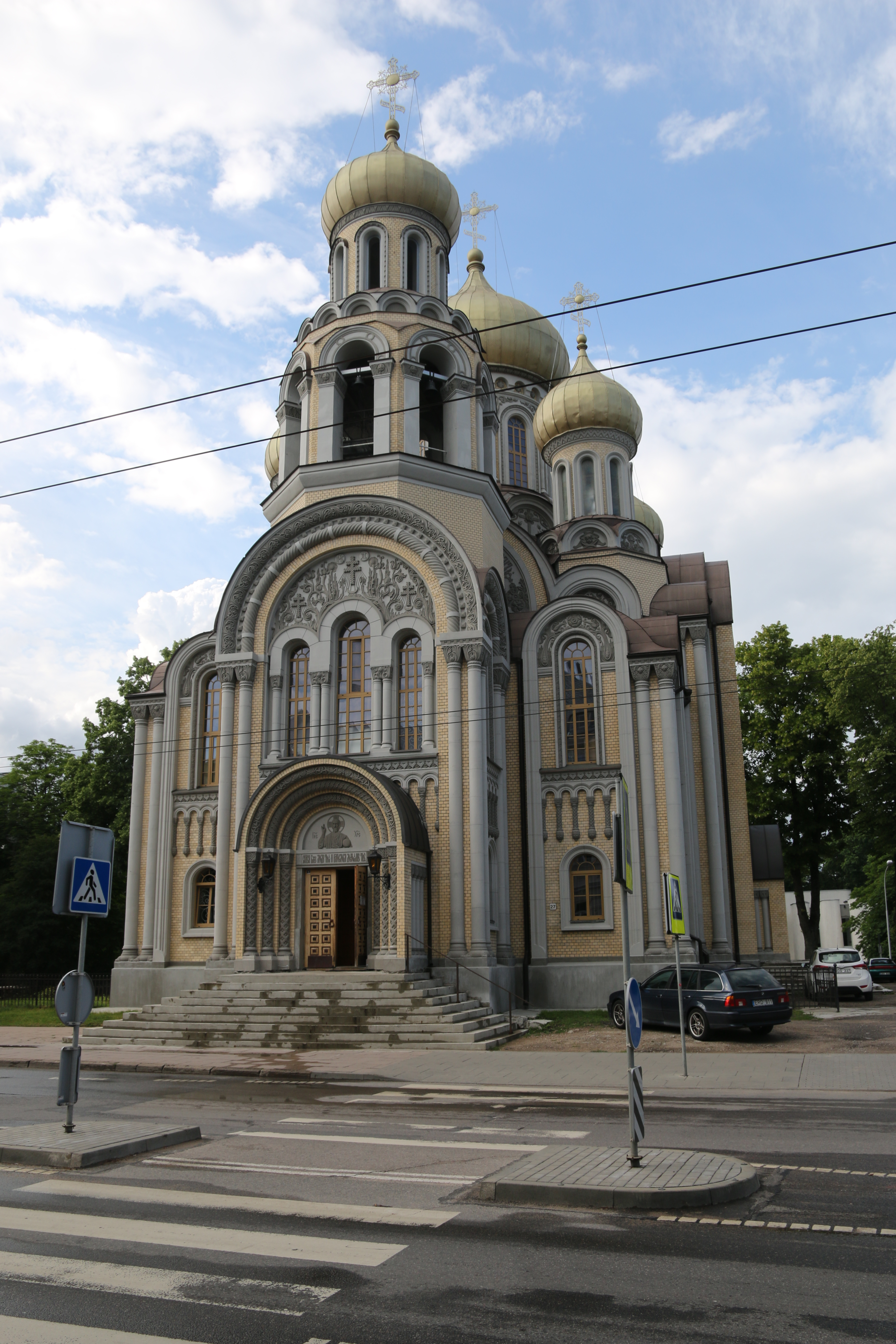
Russisch-Orthodoxe Kirche St. Michael und St. Konstantin in Vilnius

Die Kirche St. Michael und Konstantin ist ein russisch-orthodoxes Kirchengebäude in der litauischen Hauptstadt Vilnius. Die auch als Romanow-Kirche bekannte Kirche ist eine der prächtigsten Kirchen der Stadt und erinnert an das 300-jährige Regierungsjubiläum der Familie Romanow.

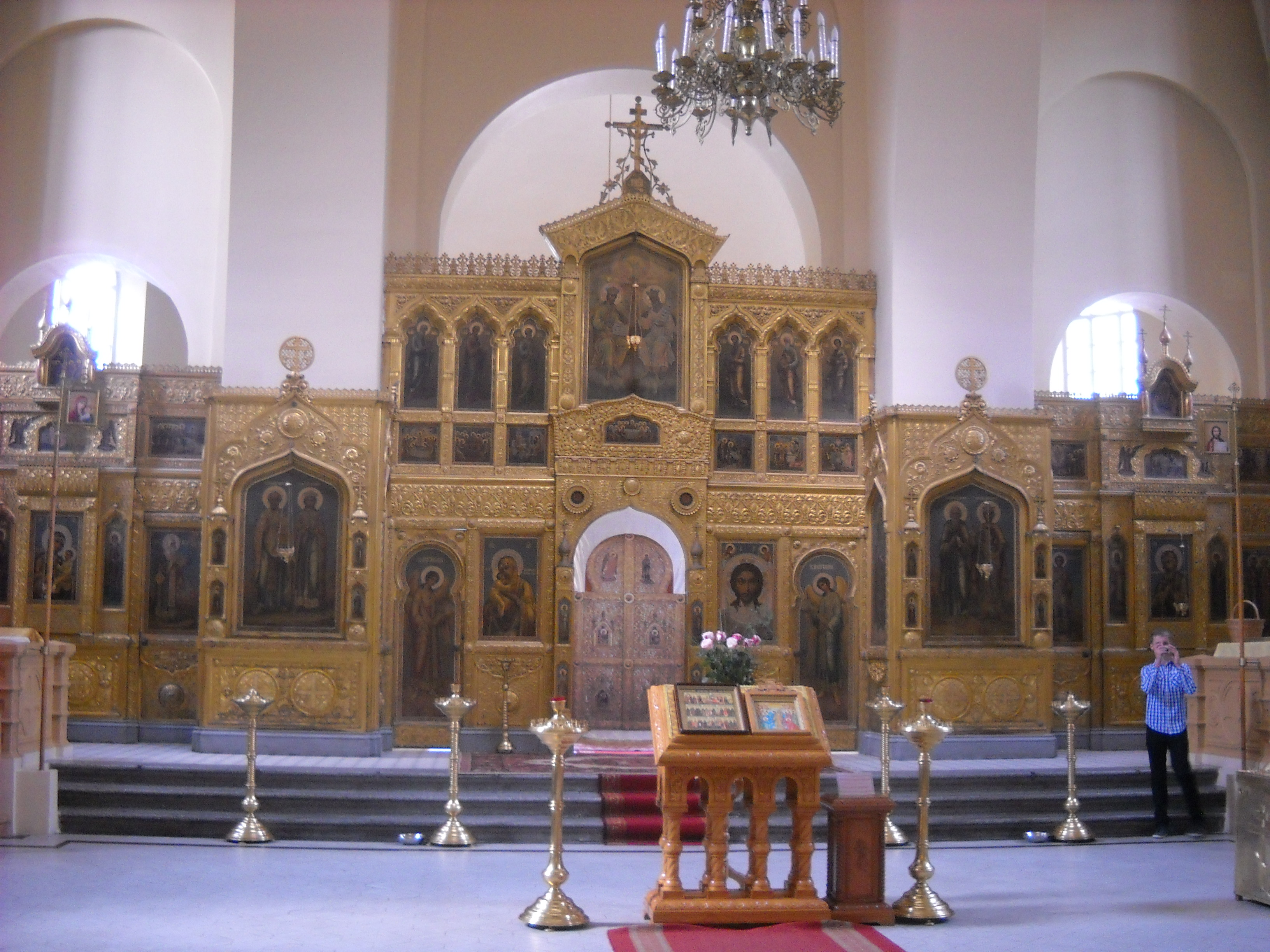
Ikonostase

Sie wurde kurz vor Ende der zaristischen Epoche 1913 eröffnet. Auffälligstes Merkmal sind die goldenen Kuppeln. Die von Iwan Kolesnikow erbaute Kirche vereinigt den Architekturstil Rostows und Susdals in sich. So auffällig sich das Äußere zeigt, so schlicht präsentiert sich der Innenraum. Einziges auffälliges Ausstattungsstück der sonst weißen Kirche ist die Ikonostase.